# 성정아
성정아(成貞兒, 1965년 12월 25일~)는 대한민국의 국가대표 여자 농구 선수였다. 포지션은 포워드 겸 센터이며 삼천포여자종합고등학교(현 삼천포여자고등학교) 재학 중 국가대표로 뽑혀 1984년 로스앤젤레스 올림픽에서 은메달을 획득하였으며 1988년 서울 올림픽에도 출전하였다. 실업팀 삼성생명(옛 동방생명) 소속이었다.
아들은 현재 B.리그 오사카 에베사 소속의 이현중이다.

## 어린 시절
1965년 12월 25일 경상남도 진주 생으로, 고향인 진주의 한 초등학교에서 농구를 시작하던 중 인근 삼천포초등학교 코치의 눈에 들어 전학을 갔는데 이때부터 농구 실력이 서서히 눈을 뜨게 되었다. 이미 키가 182 센티로 자랐던 삼천포여자중학교 시절 팀을 각종 전국 대회 우승으로 이끌며 중학 무대를 평정했으며 중학교 3학년이던 1981년부터 고등학교 유망주들과 함께 실업팀들의 스카웃 표적 대상으로 거론되기 시작하였다. 드라이브인과 속공이 탁월한 장신 센터로 호평을 받았는데, '오히려 포워드나 가드로 키워져야 한다'라는 말을 들을 정도로 뛰어난 농구아이큐와 운동능력을 이때부터 인정받았으며 '농구계의 대모' 박신자 역시 '고 1, 2년에 이르면 당장 국가대표감'이라는 극찬을 보내기도 하였다.

## 고등학교 시절

### 1982년: 대표팀 파동
1982년 삼천포여자종합고등학교에 입학하자마자 1학년답지 않은 폭발적인 기량을 선보이며 삼천포여종고를 대통령기 고교농구 우승으로 이끌었고 대회 최우수선수에도 선정되었다. 그러자 인도 뉴델리에서 열릴 아시안게임을 위한 대표팀에 만 16세의 나이로 선발되었는데 이는 박찬숙에 이어 역대 두 번째 최연소 국가대표 선발이었다. 하지만 아시안게임 직전에 있을 아시아 청소년 여자 농구 선수권 대회를 준비시키는 것이 더 타당하다는 농구협회와 청소년 대표팀 관계자들의 반대가 이어지자 내분으로 번지면서 당시 여자 국가대표팀을 맡고 있었던 신동파 감독이 대표팀 감독직 사퇴를 선언하고 태릉 선수촌을 퇴소해버렸다. 결국 아시안게임과 아시아 청소년 선수권 두 대회 모두 참여시키는 데 합의, 오전에는 성인 대표팀, 오후에는 청소년 대표팀 훈련을 병행하는 웃지 못할 해프닝을 연출하기도 하였다.

### 1983년: 스카웃 파문
농구협회 내부에서 빚어진 대표팀 줄다리기에 이어 1983년 새해 벽두부터 각 실업팀들이 스카웃을 위해 총공세를 벌이던 중 동방생명과 계약 성사 단계에 이르자 부모와 학교 등에 금전적 지원을 계속하며 회사의 사운을 걸고 영입에 힘쓰던 태평양화학과 현대가 계약 무효를 주장하면서 법정싸움으로 비화되었으며 경상남도 교육청은 스카웃 파문의 책임을 물어 삼천포여종고 교장을 인사 발령하였다. 이후 대한농구협회는 스카웃 파문에 대한 징계의 일환으로 1983년 세계 여자 농구 선수권 대회를 위한 대표팀 명단에 고의로 제외시켜 또다시 논란을 일으켰다. 하지만 세계 선수권 대회 직후 올림픽 예선전 대비를 위해 소집된 국가대표팀에 선발되어 다시 태극마크를 달게 되었다.

### 1984년: 올림픽 은메달
삼천포여종고 3학년이던 1984년 4월 쿠바 아바나에서 열린 프레올림픽 토너먼트(1984년 하계 올림픽 예선전)에서 주전 파워포워드로서 센터 박찬숙과 함께 더블 포스트를 구축하며 전 경기 출장, 김화순, 박찬숙에 이어 팀 내 세 번째로 많은 104득점(경기당 10.4)을 올리면서 국내 최고의 4번(파워 포워드) 선수로 자리매김하였다.
미국 로스엔젤레스에서 열린 1984 하계 올림픽 본선에서도 주전 파워 포워드로서 6경기 모두 선발 출전, 경기당 6.2개의 리바운드를 기록하여 미국의 주전 파워 포워드 재니스 로렌스와 함께 리바운드 부문 공동 5위에 올랐다. 특히 중국과의 풀리그 최종전에서 박찬숙과 함께 완벽한 더블 팀, 박스 아웃을 펼쳐 '괴물 트윈타워' 천웨팡(210 cm)과 정하이샤(204 cm)를 무력화시키고 공격에서도 13득점을 올리면서 대한민국 팀이 69-56 승리를 거두고 구기 종목 사상 최초로 은메달을 거머쥐는 데 큰 공을 세웠다.

## 실업 시절

### 1985년: 동방생명 입단, 세계 J 대회 은메달
1983년부터 불꽃을 튀긴 스카웃 전쟁에 뒤늦게 가담하면서 막대한 자금력을 동원하여 논란을 일으켰던 동방생명에 삼천포여종고 졸업과 함께 입단을 하였는데, 구체적인 계약 조건은 밝혀지지 않았으나 1억원대의 스카웃비를 받은 것으로 알려지면서 남녀 농구 통들어 선수 몸값이 1억원을 넘어선 최초의 선수가 되었다. 당시 권리금 2~3억원을 호가한 동방플라자 점포 임대권과 고등학교 재학 시절 받은 기타 지원금까지 합한다면 실제 금액은 더 클 것이라는 게 정설이다. 그러나 동방생명의 독주를 우려한 농구협회와 다른 실업팀들의 견제에 의해 만들어진 불합리한 규정에 묶여 1985년 2월에 끝난 농구대잔치 1984-85 시즌에는 정작 한 경기도 뛰지 못하고 벤치를 지켰다.
8월에는 미국 콜로라도스프링스에서 열린 제1회 세계 청소년 여자 농구 선수권 대회에 청소년대표로서 최경희 등과 함께 참가하였다. 조별 예선 1차전에서 혼자 26득점을 올리며 최강팀 미국을 76-70으로 꺾는 이변을 연출하고 2차전에서는 190 센티미터가 넘는 소련의 장신 포스트 플레이에 맞서 홀로 분전하면서 91-88로 격파하는 데 일등공신이 되었다. 결승전에서는 소련과 재대결하여 16득점을 올리며 고군분투했지만 70-76으로 역전패하면서 은메달에 머물렀다. 그러나 주전 베스트 5 중 유일한 포스트 플레이어로서 '양대 산맥' 미국과 소련을 모두 격파할 수 있게 한 주역이었으며 경기당 평균 17.2 득점으로 전체 득점 4위에 오르는 등 명성에 걸맞은 활약을 이 대회에서 유감없이 보여주었다.

### 1986~87년: 부상 공백
1985년 11월에 개막된 농구대잔치 1985-86 시즌부터 실업 무대에 처음 투입되어 1차리그 리바운드 부문 3위(경기당 9.2 리바운드)에 올랐지만 1985년 초 연습 도중 넘어지면서 다쳤던 왼쪽 무릎이 악화되면서 나머지 농구대잔치 일정을 소화하지 못하였다. 무릎 부상이 전혀 완쾌되지 않았음에도 불구하고 취약한 포스트진을 위한 고육지책으로 아시아 여자 농구 선수권 대회, 세계 여자 농구 선수권 대회, 아시안 게임을 위한 대표팀 명단에 연겨푸 이름을 올리지만 제대로 활약하지 못하고 대부분 벤치 신세를 져야만 했다. 이 때문에 대한민국 팀은 아시아 선수권 대회와 아시안 게임에서 중국에게 모두 완패하고 세계 선수권 대회에서는 10위라는 역대 최악의 성적을 남겼다. 1986년 후반기 실업 리그 경기에 다시 투입되었지만 1986-87 농구대잔치(1986년 11월~1987년 2월)을 앞두고 무릎 부상이 재발하여 시즌 내내 한 경기도 출장하지 못하게 되었다.
그러나 1987년에도 무릎 부상에 관계 없이 국가대표팀에 또다시 차출되어 6월 대만 타이페이에서 열린 존스컵 국제농구대회에 참가하였다.

### 1988년: 서울 올림픽
1987년 11월에 개막된 1987-88 농구대잔치 정규리그에서도 계속 참가하지 못하다가 1988년 2월에 열린 서울신탁은행과의 챔피언 결정전에 무릎 보호대를 차고 모처럼 출장하였다. 비록 많은 움직임이 어려웠기에 리바운드와 패스 밖에 할 수 없었지만 골밑을 지키며 소속팀 동방생명의 대회 2연패에 힘을 보탰다.
농구대잔치 챔피언 결정전 이후 무릎 부상의 후유증에서 조금씩 회복되며 서서히 예전의 기량을 다시 찾아갔다. 그리고 1988년 9월 대한민국 서울에서 열린 하계 올림픽에 2회 연속으로 참가하게 되는데, 은퇴를 번복하고 뒤늦게 대표팀에 합류한 탓에 부진하였던 박찬숙을 대신하여 대회 내내 주전 포워드-센터로서 큰 활약을 펼쳤다. 특히 소련과의 풀리그 2차전에 유일하게 40분 풀타임 출장하면서 쿠다쇼바(194 cm), 자술스카야(190 cm) 등 장신 포스트진들을 상대로 무려 14리바운드를 잡아내고 두 개의 블록슛을 기록하는 괴력을 발휘하였다. 그리고 불가리아와의 풀리그 3차전에서는 18득점에 7리바운드, 7-8위전에서는 체코슬로바키아를 상대로 네 개의 스틸을 기록하였다. 대 소련 전을 포함하여 매 경기 접전을 벌였음에도 대한민국 팀은 7위에 그쳤지만 개인적으로는 리바운드 2위(7.0), 블록슛 6위(0.8), 스틸 7위(1.4), 평균 득점 24위(9.4)라는 준수한 토너먼트 성적을 올리며 재기의 모습을 확실하게 보여주었다. 서울 올림픽 직후 홍콩에서 열린 아시아 여자 농구 선수권 대회 결승전에서도 공격에서 12득점을 올리고 수비에서 장신 센터 정하이샤(204 cm)를 꽁꽁 묶어 대한민국이 중국을 꺾고 금메달을 따는 데 큰 공을 세웠다.

### 1989년: 농구대잔치 MVP
고질적인 무릎 부상에서 벗어나 1988년 11월에 개막된 1988-89 농구대잔치에서 비로소 처음 정규 시즌을 모두 소화하며 1차리그와 2차리그 리바운드 1위, 3차리그 MVP를 차지하였다. 1989년 2월 서울신탁은행을 상대로 한 챔피언 결정전에서도 맹활약을 펼쳐 소속팀 동방생명을 3연패 우승으로 이끌며 1988-89 농구대잔치 MVP에 선정되었다. 시즌 MVP는 물론 리바운드 1위(13.0), 득점 3위(16.6), 어시스트 2위(3.4) 등 올라운드 플레이어로서의 기량을 완벽하게 선보이며 전성시대를 다시 한번 맞이하게 되었다. 또한 1989년 7월에 열린 서울국제농구대회 예선전에서 장신의 소련 대표팀을 맞아 13득점, 13리바운드를 기록하며 맹활약, 대한민국 여자 농구 사상 처음으로 소련 대표팀을 꺾는 데 일조를 하였다.

### 1990년: 아시안게임 금메달
1989-90 농구대잔치에서는 동방생명에서 삼성생명으로 이름을 바꾼 소속팀이 1차리그와 3차리그 우승을 거머쥐면서 시즌 4연패가 유력시되었지만 챔피언 결정전에서 맞수 국민은행에게 덜미를 잡히면서 준우승에 그쳤다. 그러나 개인적으로는 3차리그 MVP와 더불어 1988-89 시즌에 이어 두 차례 연속으로 대회 베스트 5에 선정되었다. 1990년 9월 중국 베이징에서 열린 아시안게임에 참가, 홈팀 중국과의 결승전에서 팀 내 최다 득점인 19득점을 올리는 등 공수에서 맹활약하며 팀을 77-70 승리로 이끌고 자신의 마지막 국제 대회를 금메달로써 화려하게 장식하였다.

### 1991년: 농구대잔치 정상 재탈환
1990-91 농구대잔치에서는 정상급 기량으로 무르익은 신예 센터 정은순과 함께 막강 더블 포스트를 구축하면서 삼성생명의 우승을 손쉽게 이끌어냈다. 경기당 평균 10.0 리바운드, 12.8 득점, 2.4 어시스트, 1.5 스틸을 기록하며 1988-89, 1989-90 시즌에 이어 3회 연속 베스트 5에 선정되었다.

### 1992년: 은퇴
1991-92 농구대잔치에서도 정은순과 함께 리그 최강의 더블 포스트 콤비를 유지하며 삼성생명이 1차리그, 2차리그 우승에 이어 챔피언 결정전에서도 국민은행에 내리 3연승을 거두며 전 시즌에 이어 2년 연속 통합 우승을 차지하는 데 마지막으로 일조하였다. 챔피언 결정전 1차전에서 15득점 12리바운드, 2차전 12득점 6리바운드, 3차전 11득점 9리바운드를 올리며 여전한 기량을 과시했지만 1991-92 농구대잔치를 마지막으로 현역 은퇴를 선언하고 실업 무대를 완전히 떠났다.

## 주요 경력
- 1982년 삼천포여자종합고등학교 1학년 재학 중 국가대표 발탁
- 1982년 뉴델리 아시안게임 은메달
- 1984년 로스앤젤레스 올림픽 은메달
- 1985년 삼천포여종고 졸업, 동방생명 입단 (최초의 억대 계약금 돌파)
- 1986년 서울 아시안게임 은메달
- 1988년 서울 올림픽 국가대표
- 1989년 1988 농구대잔치 MVP
- 1988년~1990년 농구대잔치 베스트5
- 1990년 베이징 아시안게임 금메달
- 1985년~1992년 동방생명 농구대잔치 5회 우승 견인
- 1992년 은퇴, 숙명여자대학교 체육교육과 입학
- 1996년 숙명여자대학교 졸업, 삼일상고 농구부 이윤환 감독과 결혼
- 2007년 기준으로 수원 영생고등학교 예체능부장